# Chiesa di Gesù e Maria (Roma)

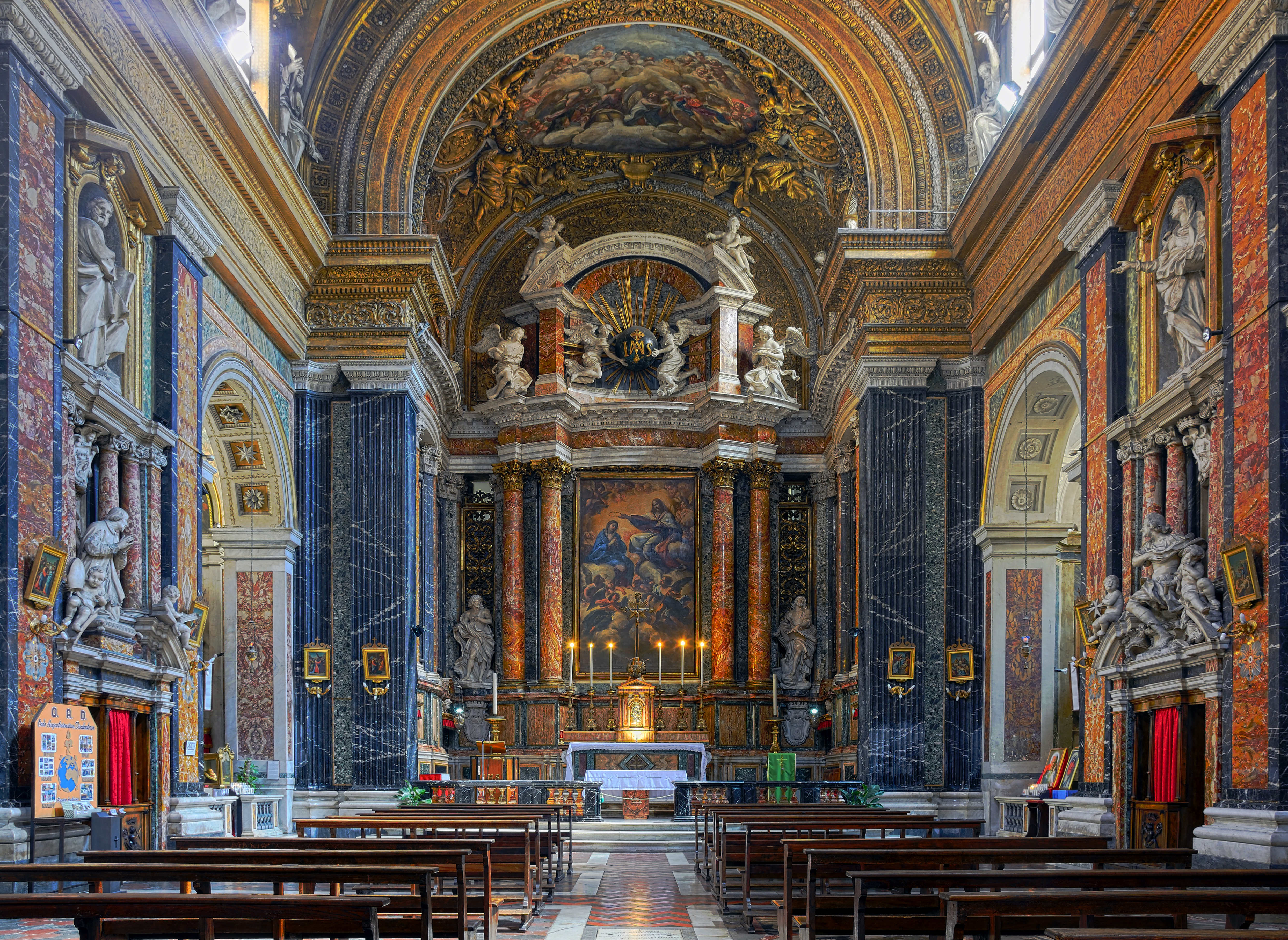
L'interno della chiesa

La chiesa di Gesù e Maria (più correttamente dei Santi Nomi di Gesù e Maria) è una chiesa barocca di Roma, situata nella centrale via del Corso, nel rione Campo Marzio.

## Storia
La chiesa occupa parte di un terreno, oggi compreso tra le vie del Corso, di Gesù e Maria, del Babuino e di San Giacomo, su cui, agli inizi del XVII secolo sorgeva una villa con giardino di proprietà di Antonio Orsini, nipote del cardinale Flavio Orsini. Il terreno ed i suoi fabbricati furono acquistati dagli Agostiniani scalzi nel 1615, per costruirvi la loro nuova sede romana e la casa per la formazione dei seminaristi.
La chiesa fu costruita successivamente all'acquisto, in due epoche diverse; nel frattempo, funzionava una piccola cappella dedicata a sant'Antonio abate, che affacciava su via del Babuino (in corrispondenza dell'attuale chiesa anglicana di All Saints) e che fu in seguito distrutta. La costruzione iniziò con la posa della prima pietra il 3 aprile 1633 e la prima tranche di lavori, su progetto di Carlo Buzio, fu ultimata sul finire del 1635: il 17 gennaio 1636 avvenne il solenne trasloco dalla chiesetta di sant'Antonio alla nuova chiesa, che fu dedicata ai nomi di Gesù e Maria. La chiesa, che mancava della parte finale e della facciata, fu ultimata una trentina di anni dopo, sotto la direzione di Carlo Rainaldi, tra il 1671 ed il 1674: il 28 gennaio 1675 il tempio fu solennemente consacrato, come ricorda una lapide murata per l'occasione in sacrestia. Fra il 1678 ed il 1690 fu messa in opera la decorazione interna dell'edificio sacro ed il suo totale rivestimento in marmo, grazie alla munificenza del vescovo di Rieti, Giorgio Bolognetti il quale ottenne lo juspatronato della chiesa per la famiglia dei principi Bolognetti, poi Cenci Bolognetti in seguito al matrimonio di Marianna, ultima dei Bolognetti, con Virginio Cenci (1723). Al centro del pavimento del presbiterio davanti all'altare maggiore si trova la lapide della sepoltura dei Bolognetti e dei Cenci Bolognetti, lì sepolti fino al 1805 (Editto di Saint Cloud).
La chiesa è sede del titolo cardinalizio di “Santissimi Nomi di Gesù e Maria in Via Lata”, istituito da papa Paolo VI il 7 giugno 1967.
Sin dalla fine degli anni '80, nella Chiesa è recitata la messa tridentina e dal 1992 essa è gestita dall'Istituto di Cristo Re Sommo Sacerdote, rendendola quindi il luogo di culto cattolico tradizionalista di più lungo corso della capitale.

## Origine della denominazione
Il 6 gennaio 1636, undici giorni prima dell'inaugurazione, si riunì il capitolo dell'Ordine degli agostiniani scalzi che avevano costruito la chiesa, presieduto da padre Ambrogio di Sant'Andrea. Dopo aver scartato vari nomi (come San Nicola da Tolentino, San Antonio e Santa Rosalia) la discussione si protrasse a lungo, senza trovare un accordo. Ad un certo punto, esasperato, padre Ambrogio esclamò: "Gesù e Maria! Possibile che non ci si possa mettere d'accordo?" Il Priore del convento rispose: "Sì, sì, siamo d'accordo! Metteremo il nome di Gesù e Maria! Il Signore ci ha fatto conoscere la sua volontà attraverso l'esclamazione della Paternità Vostra".

## Descrizione
La facciata della chiesa, di Carlo Rainaldi, è in travertino e mattoni. L'unico portale d'ingresso è sormontato da un timpano a lunetta e da un finestrone rettangolare; è affiancato da quattro lesene corinzie, che sostengono la trabeazione con la scritta Iesu et Mariae, ed un grande timpano triangolare di coronamento.
La chiesa è ad un'unica navata, con volta a botte e tre cappelle per lato. Essa misura 27 metri di lunghezza e circa 15 di larghezza; la cappella che compone l'altare maggiore è di 7 metri per 7. La volta fu decorata da Giacinto Brandi con una tela raffigurante la Glorificazione della Vergine con i quattro evangelisti; sul cornicione della volta vi sono statue in stucco che raffigurano i profeti ed altri personaggi dell'Antico Testamento.
Sul lato sinistro della chiesa vi sono le cappelle dedicate a san Tommaso da Villanova, a San Giuseppe e alla Madonna del Divino Aiuto. Tra le cappelle, sono collocati due monumenti funebri: il primo è dedicato ad Ercole e Luigi Bolognetti, fratelli del benefattore della chiesa, Giorgio Bolognetti, il cui monumento funebre si trova tra la cappella di san Giuseppe e quella della Madonna del Divino Aiuto.
Sul lato destro della chiesa vi sono le cappelle dedicate al Crocifisso, a San Nicola da Tolentino e a sant'Anna. Tra esse, due monumenti funebri: il primo dedicato a Pietro e Francesco Bolognetti (di Francesco Cavallini del 1681), il secondo a fra' Mario Bolognetti (di Francesco Aprile), esempi fra i più caratteristici della scultura barocca funeraria. Nella cappella di Sant'Anna la pala dell'altare è di Ermenegildo Costantini, realizzata nel 1765 e rappresenta Sant'Antonio Abate, la Vergine e Sant'Anna.
Il presbiterio e l'altare maggiore si caratterizzano per l'imponenza e la ricchezza dei materiali utilizzati. La tela d'altare è di Giacinto Brandi e rappresenta Gesù che incorona Maria (1680). Anche la pala d'altare della cappella di San Giuseppe, seconda sulla sinistra, che rappresenta la Natività, è sempre di Giacinto Brandi, così come erano dello stesso pittore romano i due dipinti laterali della cappella, che scomparvero durante la soppressione napoleonica (1810-1815).

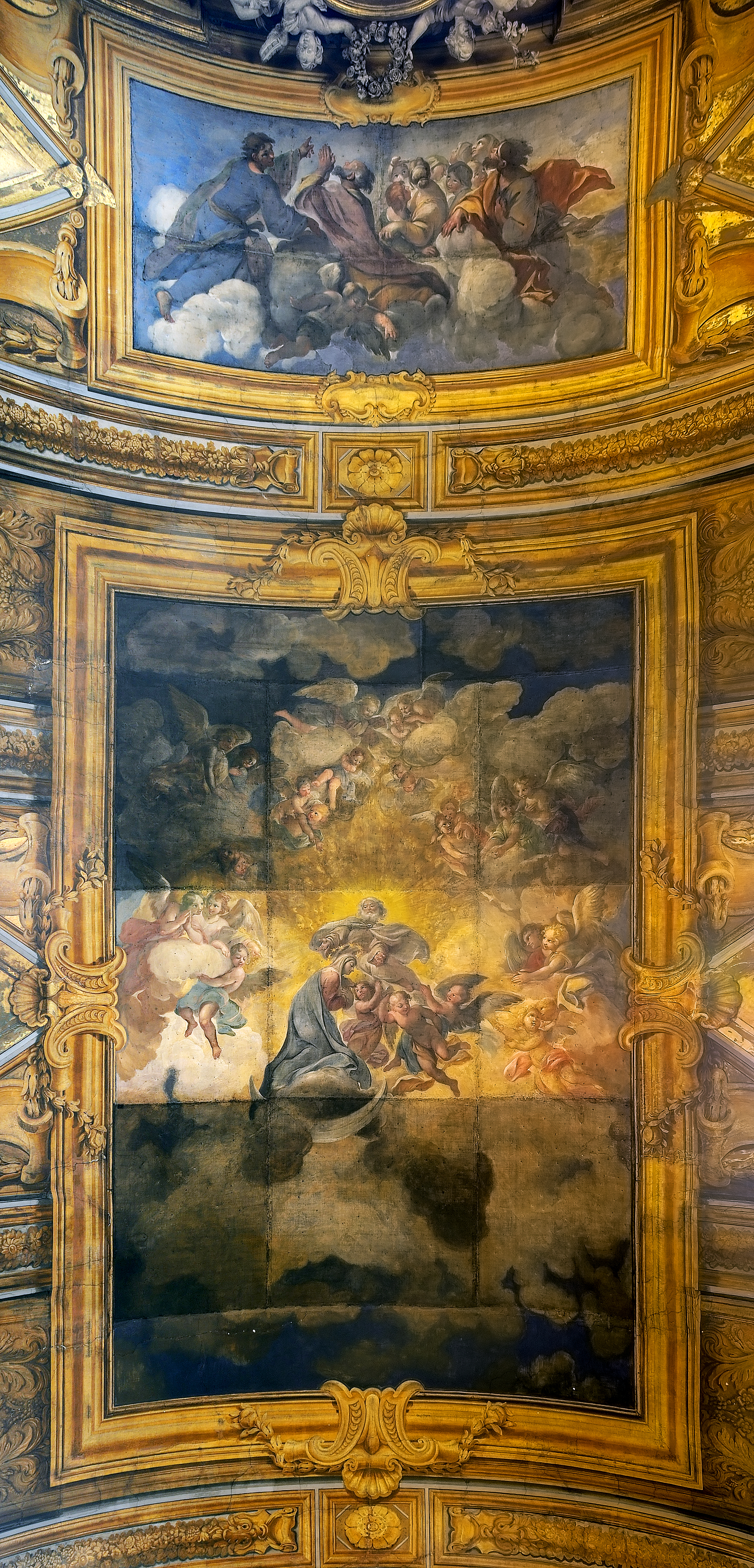
Affresco della volta con l'Assunzione di Maria.